# Egyptens tjugosjunde dynasti
Egyptens tjugosjunde dynasti varade 525-359 f.Kr..  Dynastin räknas oftast till Sentiden i det forntida Egypten. Egypten erövrades 525 f.Kr. av den persiska kungen Kambyses II och styrdes därefter som ett satrapdöme i Persiska riket. Flera egyptiska uppror förekom under perioden och tidvis vann den tjugoåttonde, tjugonionde och trettionde dynastin oberoende från perserkungarna.